# روبرت ريد (ممثل)
روبرت ريد (بالإنجليزية: Rupert Reid)‏ هو ممثل أسترالي، ولد في 1975 في أستراليا.

## أعمال

### أفلام
- (2003) الماتريكس 2[1][2][3]
- (2003) الماتريكس 3[4][5][6]

### مسلسلات
- إن سي آي إس

## وصلات خارجية
- روبرت ريد على موقع IMDb (الإنجليزية)
- روبرت ريد على موقع ألو سيني (الفرنسية)
- روبرت ريد على موقع أول موفي (الإنجليزية)
- روبرت ريد على موقع قاعدة بيانات الفيلم (الإنجليزية)
- روبرت ريد على موقع كينوبويسك (الروسية)